# Ypthimomorpha pluripupillata
Ypthimomorpha pluripupillata är en fjärilsart som beskrevs av Embrik Strand 1909. Ypthimomorpha pluripupillata ingår i släktet Ypthimomorpha och familjen praktfjärilar. Inga underarter finns listade i Catalogue of Life.